# وندی اون
وندی اون (انگلیسی: Wendy Owen؛ زادهٔ ۱۹۵۴ (۷۰–۷۱ سال)) یک بازیکن فوتبال است.
وی سابقه بازی در تیم ملی بانوان انگلیس را دارد.